# Marcel Schelbert
Marcel Schelbert (26 febbraio 1976) è un ex ostacolista svizzero.

## Palmarès

### Mondiali
- 1 medaglia:
  - 1 bronzo (Siviglia 1999 nei 400 metri ostacoli)

### Universiadi
- 1 medaglia:
  - 1 bronzo (Palma di Maiorca 1999 nei 400 metri ostacoli)